# Derencsényi Imre
Derencsényi Imre horvátul Mirko Derenčin, vagy Emerik Derenčin (? – Krbavamező, 1493. szeptember 9.) horvát-dalmát és szlavón bán volt 1493-ban, mely tisztséget csak nagyon rövid ideig láthatta el.

## Élete
Köznemesi családból származott, Gömör vármegyéből, édesapja Dercsényi János volt, s lassan emelkedett a ranglétrán. Még Mátyás király nevezte ki jajcai bánná, amit nem sokkal ezután már közösen töltött be Móré Lászlóval. Nem tudni mikor házasodott meg, Szapolyai István nádor leányát, Szapolyai Orsolyát vette el, aki négy gyermeket szült neki.
Tevékenyen részt vett a török elleni harcokban Horvátországban és a Délvidéken. 1491-ben egy horvát sereg egyik vezéreként Boszniában leverte a törököket, valahol az Una folyó mellett. 1493-ban II. Ulászló horvát bánná tette, mely tisztséget megint csak megosztva kellett ellátnia, ezúttal Both Jánossal.
Ugyanebben az évben Jakub boszniai pasa lovashadával egészen Stájerországig nyomult előre. Both és Derencsényi egy jóval nagyobb, több mint tizenötezer emberből álló sereggel állta útját, melynek azonban majdnem kétharmada közfelkelőkből állt. A véres korbávmezei csatában Derencsényi is a halálát lelte, akárcsak több horvát nemes is. Both János pedig Brinje ostrománál halt meg nem sokkal ezután.